# 斑鸫鹛
斑鸫鹛（学名：Turdoides bicolor），是画眉科鸫鹛属的一种，分布于津巴布韦、博茨瓦纳、纳米比亚和南非。全球活动范围约为1,130,000平方千米。该物种的保护状况被评为无危。
种名 bicolor 意为“二色的”。
斑鸫鹛的平均体重约为75.2克。栖息地包括干燥的稀树草原、亚热带或热带的（低地）干燥疏灌丛和河流、溪流。